# Colin Patterson (Paläontologe)
Colin Patterson (* 13. Oktober 1933 in Hammersmith; † 9. März 1998 in London) war ein britischer Wirbeltier-Paläontologe.

## Leben
Patterson war leitender Paläontologe am British Museum of Natural History. Er befasste sich insbesondere mit fossilen Fischen und der Verwendung von Methoden der Kladistik in der Paläontologie.
Er begründete 1966 in der Überklasse der Knorpelfische (Chondrichthyes) innerhalb der Unterklasse der Euselachii die von zahlreichen Bearbeitern auch als Ordnung zugegeordnete Klade der Hybodontiformes Patterson 1966.
1997 erhielt er die Romer-Simpson-Medaille der Society of Vertebrate Paleontology. Er war Fellow der Royal Society (1993).

## Schriften
- British Wealden Sharks. In: Bulletin of the British Museum (Natural History), 11, 7, 1966, S. 283–350 (biodiversitylibrary.org)
- Evolution, Comstock Publishing 1999
- Herausgeber: Molecules and Morphology in Evolution: conflict or compromise ?, Cambridge University Press 1987

## Dedikationsnamen
Nach Colin Patterson ist Phoberomys pattersoni Mones, 1980, eines der größten fossilen Nagetiere, benannt.